# Вратислав I
Вратислав I (чеськ. Vratislav I.;  бл. 888  —13 лютого 921) — князь Богемії у 915—921 роках.

## Біографія
Походив з династії Пржемисловичів. Молодший син Боривоя I, князя Богемії, та Людмили зі Псову (донька лужицького князя Славібора). На той час Чехія являє своєрідну конфедерацію племен, що номінально визнавали владу Пржемисловичів. Ще в 897 році на з'їзді в Регенсбурзі крім Вратислава, який був тоді принцом, були присутні кілька слов'янських князів. У 906 році одружився з донькою князя племені стодорян.
Після смерті старшого брата Спитігнєва I у 915 році, Вратислав I став правителем чеських земель навколо Празького Граду. Зумів остаточно відокремитися від Великоморавської держави. Водночас Богемія перебувала під сильним впливом герцога Арнульфа I Баварського. Разом з тим Вратислав I самостійно укладав союзи з іншими навколишніми народами — сильним слов'янським племенем стодорян і угорцями, яких він не лише вільно пускав через свою територію, а й брав участь разом з ними у набігу на Саксонію в 915 році.
За його ініціативою у 916 році споруджено першу базиліку Св. Георгія. Для зміцнення свого впливу і забезпечення збору данини Вратислав I за часи свого князювання став будувати замки на чужих землях.
У подальшому вступив у союз з королями Німеччини з Саксонської династії. Завдяки цьому розширив свої володіння за рахунок сусідніх племен, родинним чехам. Вратислав I загинув в битві з угорцями в віці 33 років і був похований в базиліці Святого Георгія в Празькому Граді.

## Родина
Дружина — Драгомира зі Стодору
Діти:
- Вацлав (935), князь Богемії у 921—935 роках
- Болеслав (), князь Богемії у 935—972 роках
- Спитігнєв
- Пржібислава, дружина князя Славніка